# Право на юридическую помощь
Право на юридическую помощь — одна из основных конституционных гарантий, являющаяся элементом более общего права на правосудие. Может именоваться как правовая помощь, право защиты, помощь или услуга адвоката (защитника).
Такое право, как правило, закрепляется в конституциях постсоциалистических стран, то есть тех, которые были приняты сравнительно недавно. Так, данное право нашло своё закрепление в Основных законах Республики Беларусь, Украины, Эстонии, Словении, Польши, Румынии, Литвы, Казахстана, Болгарии, Латвии и некоторых других стран. В то же время, данное право закреплено и в Конституции Лихтенштейна 1921 года. В каждой из Конституций имеется свой подход к закреплению права на юридическую помощь, в некоторых конституциях данному праву посвящены статьи, в некоторых — целые главы.
Европейский суд по правам человека включает право на юридическую помощь по гражданским делам в право на справедливый суд, начиная с дела Airey v Ireland.